# Giv'at Gazit
Giv'at Gazit (hebrejsky: גבעת גזית) je vrch o nadmořské výšce 282 metrů v severním Izraeli, v Dolní Galileji.
Leží na severním okraji náhorní planiny Ramot Jisachar, nedaleko od východního okraje masivu Giv'at ha-More, cca 13 kilometrů východně od města Afula a cca 1 kilometr jižně od vesnice Kafr Misr. Má podobu výrazného, částečně zalesněného návrší, které se na jižní straně zvolna sklání do planiny Ramot Jisachar, do níž odtud stéká i vádí Nachal Jisachar a vádí Nachal Chamud. Na severní straně klesá terén do údolí při toku Nachal Tavor, kam směřují vádí Nachal Gazit a Nachal Šumar. Na severovýchodním úpatí kopce stojí rovněž vesnice Gazit.